# NK Seona
NK Seona je nogometni klub iz Seone u općini Donja Motičina nedaleko Našica u Osječko-baranjskoj županiji.
NK Seona je član Nogometnog središta Našice te Nogometnog saveza Osječko-baranjske županije. Klub trenutno ima samo seniorsku ekipu u natjecanju.
NK Seona osnovana je 1973. Do 1994. klub je imao naziv NK Mladost a od te godine NK Seona.
Kao prvak 3. ŽNL Liga NS Našice u sezoni 1997./98. klub igra kvalifikacije za ulazak u ondašnju 2. ŽNL koju su čini klubovi s područja NS Našice i NS Đakovo, ali u dvije utakmice bolja je bila ekipa NK HOŠK iz Gašinaca, koja je bila prvak 3. ŽNL Liga NS Đakovo. 
Sezonu 2014./15. klub kao drugoplasirana ekipa 3. ŽNL Liga NS Našice sudjeluje u kvalifikacijama za popunu 2. ŽNL protiv ekipe NK Martin, ali susjedi iz Martina u dvije utakmice (3:3 i 2:4) su bili bolji ostaju u 2. ŽNL Našice. 
U jesen  2015. uz pomoć Općine Donja Motičina završena je obnova travnjaka nogometnog igrališta Blatuša.
Od kolovoza 2019. klub se nalazi u stanju mirovanja.
U srpnju 2022. klub je reaktiviran i natjeće se u sklopu  3. ŽNL Liga NS Našice.

## Uspjesi kluba
1979./80.- prvak Općinske lige NS Našice
1997./98.- prvak 3. ŽNL Liga NS Našice.

## Vanjske poveznice
- http://www.nogos.info/  Arhivirana inačica izvorne stranice od 22. svibnja 2016. (Wayback Machine)